# Kurzes Parlament
Als Kurzes Parlament (englisch Short Parliament) wird das im Jahr 1640 von König Karl I. von England einberufene englische Parlament bezeichnet, das im Zeitraum von 13. April bis 5. Mai 1640 für nur drei Wochen tagte.
Mit der Einberufung des kurzen Parlaments ging eine elfjährige Periode zu Ende, in der Karl I. versucht hatte, ohne Parlament zu regieren. Progressive Kreise haben diese Zeit auch als eine elfjährige Phase der Tyrannei bezeichnet. Karl I. hatte allerdings die legitimen Rechte des Parlaments gerade nicht angetastet, sondern lediglich versucht, seine Regierung in einer Weise zu ordnen, dass er der Zustimmung des Parlaments, namentlich bei der Erhebung neuer Steuern nicht bedurft hätte. Die sich in Schottland – eigentlich dem Stammland der Stuart-Herrscher – ereignenden presbyterianischen Aufstände führten jedoch zu einer so drastischen Krise der königlichen Finanzmittel, dass der König schließlich doch wieder versuchte, das Parlament zur Erhöhung seiner Subsidien zu bewegen.
Als die gewählten Abgeordneten jedoch im April 1640 in Westminster Abbey eintrafen, zeigten sie wenig Neigung, Karls Wünschen nach zügiger Subsidienbewilligung nachzukommen. Wie die zumeist erfolglos verlaufenen Parlamente der 1620er drangen die Abgeordneten des Unterhauses zunächst darauf, Fragen der Religionspolitik und der auswärtigen Angelegenheiten zu diskutieren, in die sie sich jedoch nach dem Verständnis Karls I. überhaupt nicht einzumischen hatten. Unter dem Eindruck, dass eine Verständigung nicht möglich schien, löste Karl I. das Parlament schon am 5. Mai 1640 wieder auf.
Allerdings sollte es ihm nicht gelingen, erneut eine längere Herrschaftsperiode ohne Parlamentsbeteiligung zu gestalten. Noch im selben Jahr musste Karl I. angesichts der Probleme seiner Regierung ein neues Parlament einberufen, das im Gegensatz zum kurzen Parlament als das Lange Parlament in die Geschichte eingehen sollte.